# Fenixia pauciflora
Fenixia pauciflora là một loài thực vật có hoa trong họ Cúc. Loài này được Merr. mô tả khoa học đầu tiên năm 1917.. Chúng là loài đặc hữu của Philippines.